# Gabriel Gobin
Gabriel Gobin, född 12 maj 1903 i Hacquegnies, Hainaut, död 9 februari 1998 i Brie-Comte-Robert, Île-de-France, var en belgisk-fransk skådespelare.

## Roller i urval
- 1949 – Minnenas strand
- 1952 – De smygande stegen
- 1955 – Narkotikarazzia
- 1957 – Våldets väg
- 1959 – En gata i Paris
- 1959 – Luffarkavaljeren
- 1960 – Baronen lever högt
- 1961 – Dolt bevis
- 1961 – Falskmyntarna
- 1964 – En kammarjungfrus dagbok
- 1965 – Les bons vivants
- 1966 – Den stora kalabaliken
- 1967 – Yrkets risker
- 1970 – La Horse
- 1980 – Inspecteur la Bavure
- 1981 – Diva - dödligt intermezzo
- 1987 – Tandem